# 马克格勒宁根
马克格勒宁根（德語：Markgröningen，發音：[maʁkˈɡʁøːnɪŋən] ⓘ）是德国巴登-符腾堡州斯图加特行政区路德维希堡县的城市，面积28.15平方千米，2023年12月31日人口为15,099人。